# I. e. 22
Évszázadok: i. e. 2. század – i. e. 1. század – 1. század
Évtizedek: i. e. 70-es évek – i. e. 60-as évek – i. e. 50-es évek – i. e. 40-es évek – i. e. 30-as évek – i. e. 20-as évek – i. e. 10-es évek – i. e. 1-es évek – 1-es évek – 10-es évek – 20-as évek
Évek: i. e. 27 – i. e. 26 – i. e. 25 – i. e. 24 –  i. e. 23 – i. e. 22. – i. e. 21 – i. e. 20 – i. e. 19 – i. e. 18 – i. e. 17

## Események

### Római Birodalom
- Marcus Claudius Marcellus Aeserninust és Lucius Arruntiust választják consulnak.
- Aemilius Lepidus Paullust és Lucius Munatius Plancust választják censornak. Ők az utolsók ebben a tisztségben, ezután a császárok gyakorolják a jogkört.
- Élelmiszerhiány miatt Rómában zavargásokra kerül sor és a nép követeli, hogy Augustus császárnak adjanak dictatori hatalmat, hogy mielőbb véget vessen az éhezésnek. Augustus látszólag vonakodva átveszi a gabonaosztás ellenőrzését és azonnal véget vet a válságnak.
- Macedonia proconsulját bíróság elé állítják, mert a szenátus engedélye nélkül megtámadta a trákiai Odrüsz Rómával szövetséges királyságát. Védője, Lucius Licinius Varro Murena szerint Augustus császár adott neki parancsot. Augustus hívatlanul megjelenik a bíróságon és tagadja a vádat, amely súlyosan veszélyezteti a nemrég létrehozott új államrendet (Macedonia szenátusi provincia volt, a császár nem utasíthatta kormányzóját a szenátus beleegyezése nélkül). A proconsult felmentik, de néhány hónappal később egy állítólagos császárellenes összeesküvést lepleznek le, amelynek tagja Murena is. Murena elmenekül és miután elfogják azonnal kivégzik, mielőtt esélye lenne megvédeni magát a vádak ellen.
- Augustus felavatja Mennydörgő Jupiter templomát, majd több éves keleti körútra indul a birodalomban.

## Halálozások
- Lucius Licinius Varro Murena, római politikus

## Fordítás
- Ez a szócikk részben vagy egészben  a(z)   22 av. J.-C. című francia Wikipédia-szócikk ezen változatának fordításán alapul.  Az eredeti cikk szerkesztőit annak laptörténete sorolja fel. Ez a jelzés csupán a megfogalmazás eredetét és a szerzői jogokat jelzi, nem szolgál a cikkben szereplő információk forrásmegjelöléseként.